# Grjazev-Šipunov GŠ-30-1

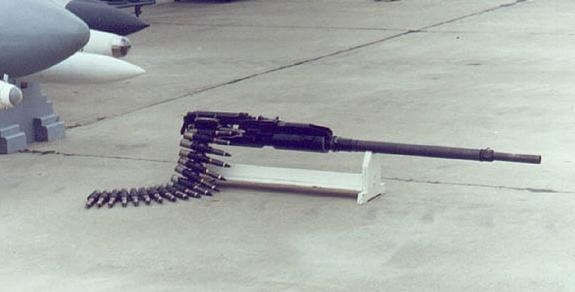
Kanón GŠ-30-1

Grjazev-Šipunov GŠ-30-1 (v indexu GRAU známý pod označením 9A-4071K) je letecký automatický kanón ráže 30 mm (1,18 palce) určený pro použití v sovětských a později ruských vojenských letadlech. Do služby byl zařazen na začátku 80. let 20. století a jeho současným výrobcem je ruská společnost JSC Ižmaš. Název GŠ-30-1 je tvořen příjmeními konstruktérů Grjazeva (Грязев) a Šipunova (Шипунов), ráží 30 mm a jednohlavňovou konstrukcí samotného kanónu.

## Popis
GŠ-30-1 je jednohlavňový kanón ovládaný zpětným rázem. Hmotnost činí 46 kg (101 lb). Na rozdíl od mnoha poválečných kanónů používá krátký zpětný ráz ve srovnání s revolverovým kanónem nebo mechanismem Gatlingova kulometu. Následkem je snížená kadence, ale nižší hmotnost a objem.
GŠ-30-1 má kadenci 1 800 ran za minutu, obvykle omezenou na 1 500 ran za minutu, aby se snížilo opotřebení hlavně. Navzdory tomu je životnost jeho hlavně poměrně krátká: 2 000 ran, s nepřetržitou dávkou určenou pro 150 ran. Používá náboj 30×165 mm. Závěr je uzamčený, klínový, posuvný v příčném směru vzhledem k ose hlavně. Hlavní části kanónu jsou rozděleny na dvě skupiny:
- zakluzující
  - hlaveň
  - pouzdro hlavně
  - klínový závěr
  - vytahovač
  - pružinový vratník hlavně (76 prstenců)
  - hydraulická brzda
  - chlazení
  - elektrická iniciace zážehu (v případě selhání při výstřelu)
- nezakluzující
  - pouzdro zbraně
  - úplný zasouvač
  - vyhazovač
  - podavač
  - snižovač

Využití našel v letounech Su-27, Su-30, Su-33, Su-34, Su-35, Su-57 nebo MiG-29.